# 八路军总部寨上旧址
八路军总部寨上旧址，位于山西省长治市武乡县涌泉乡寨上村，是一处山西省文物保护单位。
2021年8月4日，八路军总部寨上旧址公布为第六批山西省文物保护单位，年代为1938年，近现代重要史迹及代表性建筑类，编号6-345。